# 12311 Ingemyr
12311 Ingemyr (1992 EO6) là một tiểu hành tinh vành đai chính được phát hiện ngày 1 tháng 3 năm 1992, bởi UESAC ở La Silla.
Nó được đặt theo tên của nhà thiên văn học Mikael Ingemyr, sinh vào ngày 8 tháng 1 năm 1991 tại Thụy Điển. While Ingemyr attended Rymdgymnasiet ở Kiruna, where he studied Space Science, he was awarded the naming of thlà mộtsteroid for having won a nordic competition during International Year of Astronomy 2009.